# 미야와키 슌조
미야와키 슌조(일본어: 宮脇俊三, 1926년 12월 9일 ~ 2003년 2월 26일)는 일본의 편집자, 기행작가이다. 아버지는 육군 대좌 출신의 미야와키 조키치(宮脇長吉), 딸은 작가 미야와키 도코(宮脇灯子)이다.

## 같이 보기
- 미야와키 조키치
- 미쓰치 주조
- 미야와키 우메키치
- 가미야 노부코
- 미야와키 아이코
- 오쿠노 다케오
- 기타 모리오
- 사이토 시게타
- 다네무라 나오키
- 아가와 히로유키
- 오오카 쇼헤이
- 고다 아야
- 사카이 준코
- 히로쓰 가즈오
- 가스야 가즈키
- 사와치 히사에
- 나카무라 아키히코
- 단노 아키라
- 무라마쓰 도모미
- 사쿠라이 간
- 미야자키 이치사다
- 하라다 가쓰마사
- 하라 다케시